# Danny Kurmann
Danny Kurmann, švicarski hokejski sodnik, * 10. januar 1966. 
Kurmann prihaja iz okrožja Risch-Rotkreuz. 

## Kariera
Kurmann je svoje prve tekme sodil leta 1983, ko se je začela njegova sodniška kariera v amaterskih ligah. Leta 1989 so ga prvič poklicali v najvišjo švicarsko hokejsko ligo, Narodno ligo A. Tam je prva tri leta deloval kot linijski sodnik, od leta 1993 sodi tekme tudi v vlogi glavnega sodnika. Leta 1997 je podpisal profesionalno pogodbo s Švicarsko hokejsko zvezo in pustil službo serviserja klima naprav. 
Kurmannu so že zaupali vodenje tekem na najvišji mednarodni ravni. Sodil je že na Svetovnem prvenstvu 1999, 2000, 2001, 2003, 2004, 2007, 2008 in 2009. Sodeloval je tudi na Svetovnih mladinskih prvenstvih, in sicer v letih 1999, 2000, 2003, 2007, 2008 in 2009. Na Svetovnem članskem prvenstvu 1999 A skupine je na Norveškem sodil obe finalni tekmi med Češko in Finsko. Na Svetovnem mladinskem prvenstvu 2000 je na Švedskem prav tako sodil finalno tekmo med Češko in Rusijo. Finalno tekmo Svetovnega mladinskega prvenstva je sodil tudi leta 2007, ko je prvenstvo znova potekalo na Švedskem, tedaj sta se v finalu pomerili Kanada in Rusija. Finale Svetovnega mladinskega prvenstva je znova sodil leta 2009, ko sta v Kanadi moči med sabo merili Kanada in Švedska. Kurmann je v karieri sodil še na nekaj mednarodnih hokejskih tekmovanjih najvišje ravni, Zimskih olimpijskih igrah 2002, Zimskih olimpijskih igrah 2006, Zimskih olimpijskih igrah 2010 in elitnem novoletnem turnirju Spengler Cup. 
Od krstne sezone 2004/05 dalje se Kurmann vsako sezono udeležuje Programa sodniške izmenjave IIHF. Poleg Kurmanna sta doslej v izmenjavi sodelovala še dva Švicarja: Brent Reiber in Nadir Mandioni. 17. septembra 2004 je tako Kurmann sodil prvo tekmo v okviru sodniške izmenjave, šlo je za tekmo češke Extralige med moštvoma HC Moeller Pardubice in HC Rabat Kladno. Še pred začetkom izmenjave je Kurmann sodeloval tudi z nemško DEL ligo. Decembra 1998 je namreč postal prvi poklicni sodnik, ki je sodil kako tekme najvišje nemške lige DEL. Skupaj s sodelavci Danielom Strickerjem, Stefanom Eichmannom in Brentom Reiberjem je Kurmann po vzoru sodniških kampov v Kanadi ustanovil svojo sodniško šolo, imenovano Švicarska sodniška šola. 